# Lijst van rijksmonumenten in Maastricht/Stenenbrug
Een overzicht van de 9 rijksmonumenten in de stad Maastricht gelegen aan of bij de Stenenbrug.
| Object                                                                                                 | Oorspronkelijke functie?  | Bouwjaar              | Architect | Locatie       | Coördinaten?                  | Nr.?  | Afbeelding        |
| --- | ------------------------- | --------------------- | --------- | ------------- | ----------------------------- | ----- | ----------------- |
| Bisschopsmolen                                                                                         | Industrie- en poldermolen | 1609/1770             |           | Stenenbrug 1  | 50° 50' 47" NB, 5° 41' 34" OL | 27561 | Meer afbeeldingen |
| Hoekhuis met lijstgevels.                                                                              | Gebouw                    | vierde kwart 17e eeuw |           | Stenenbrug 2  | 50° 50' 47" NB, 5° 41' 34" OL | 27562 | Meer afbeeldingen |
| Huis met lijstgevel.                                                                                   | Woonhuis                  | 18e eeuw              |           | Stenenbrug 3  | 50° 50' 47" NB, 5° 41' 33" OL | 27563 | Meer afbeeldingen |
| Huis met lijstgevel.                                                                                   | Gebouw                    | 18e eeuw              |           | Stenenbrug 4  | 50° 50' 47" NB, 5° 41' 33" OL | 27564 | Meer afbeeldingen |
| Huis met eenvoudige lijstgevel, eindigend in een muizetandlijst.                                       | Woonhuis                  |                       |           | Stenenbrug 5  | 50° 50' 47" NB, 5° 41' 33" OL | 27565 | Meer afbeeldingen |
| Huis met lijstgevel.                                                                                   | Gebouw                    |                       |           | Stenenbrug 6  | 50° 50' 47" NB, 5° 41' 33" OL | 27566 | Meer afbeeldingen |
| Huis met lijstgevel.                                                                                   | Gebouw                    |                       |           | Stenenbrug 8  | 50° 50' 47" NB, 5° 41' 33" OL | 27567 | Meer afbeeldingen |
| Huis met lijstgevel.                                                                                   | Woonhuis                  | 18e eeuw              |           | Stenenbrug 10 | 50° 50' 47" NB, 5° 41' 32" OL | 27568 | Meer afbeeldingen |
| Huis met lijstgevel. en gevelsteen met Sint Maartensgroep hoC teMpore DestrUltUr nUnC erIgItUr (1723). | Woonhuis                  | 1723                  |           | Stenenbrug 12 | 50° 50' 47" NB, 5° 41' 32" OL | 27569 | Meer afbeeldingen |